# Peugeot 508

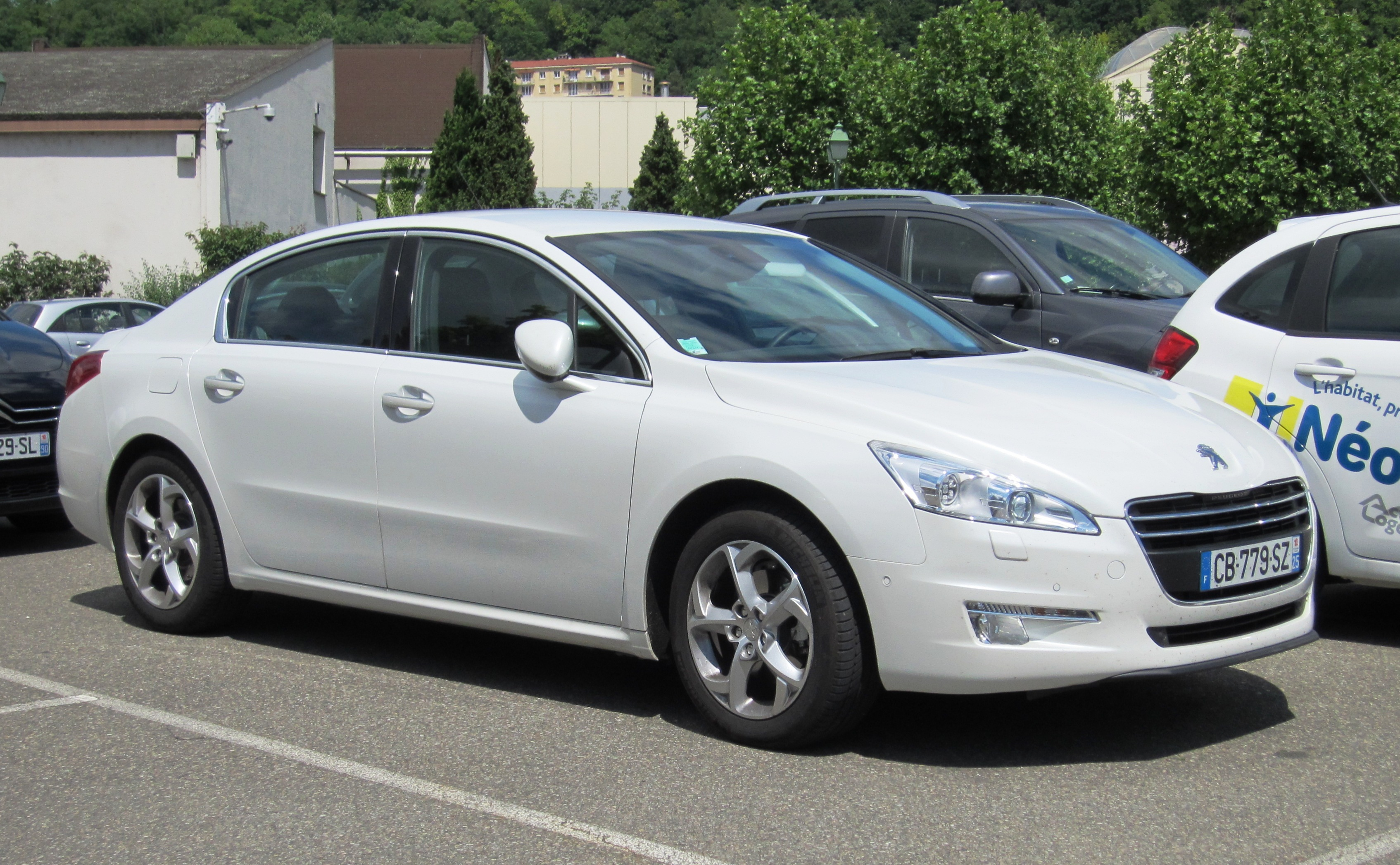
Peugeot 508 Berline

Peugeot 508 je automobil střední třídy, který od roku 2010 vyrábí francouzská automobilka Peugeot. Nahradil Peugeot 407 a Peugeot 607.

## První generace (2010–2018)
První generace se vyráběla od roku 2010 jako čtyřdveřový sedan a pětidveřové kombi s označením SW. Cílem vývojářů bylo přiblížit vůz svými vlastnostmi německé konkurenci jako například Volkswagen Passat. Design byl oproti předchozím modelům konzervativnější a v interiéru byly použity kvalitnější materiály.
V roce 2014 prodělal automobil facelift, kdy dostal nový tvar přední části. Výroba první generace Peugeotu 508 byla ukončena v roce 2018.

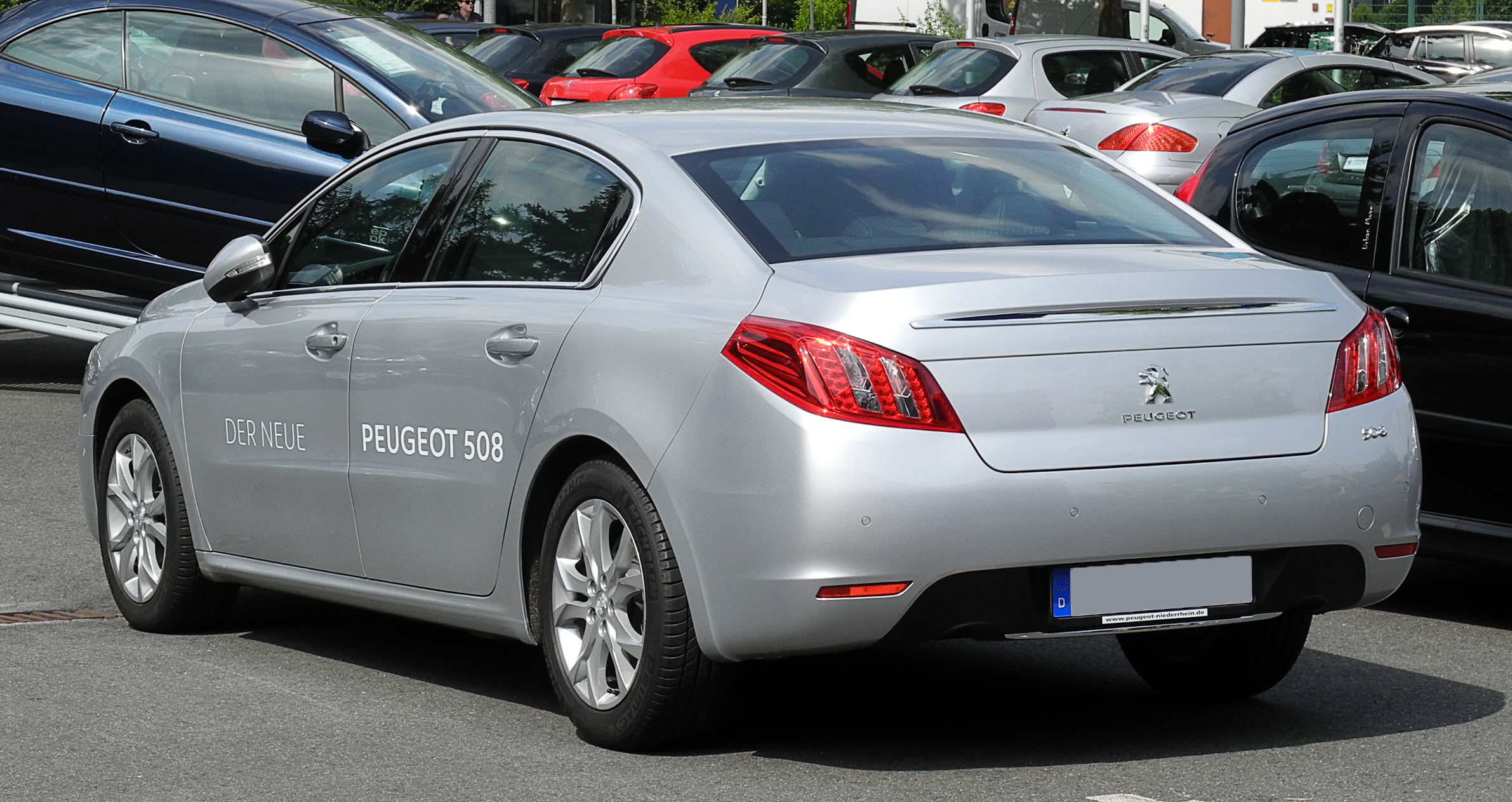
Peugeot 508 (2010–2014)
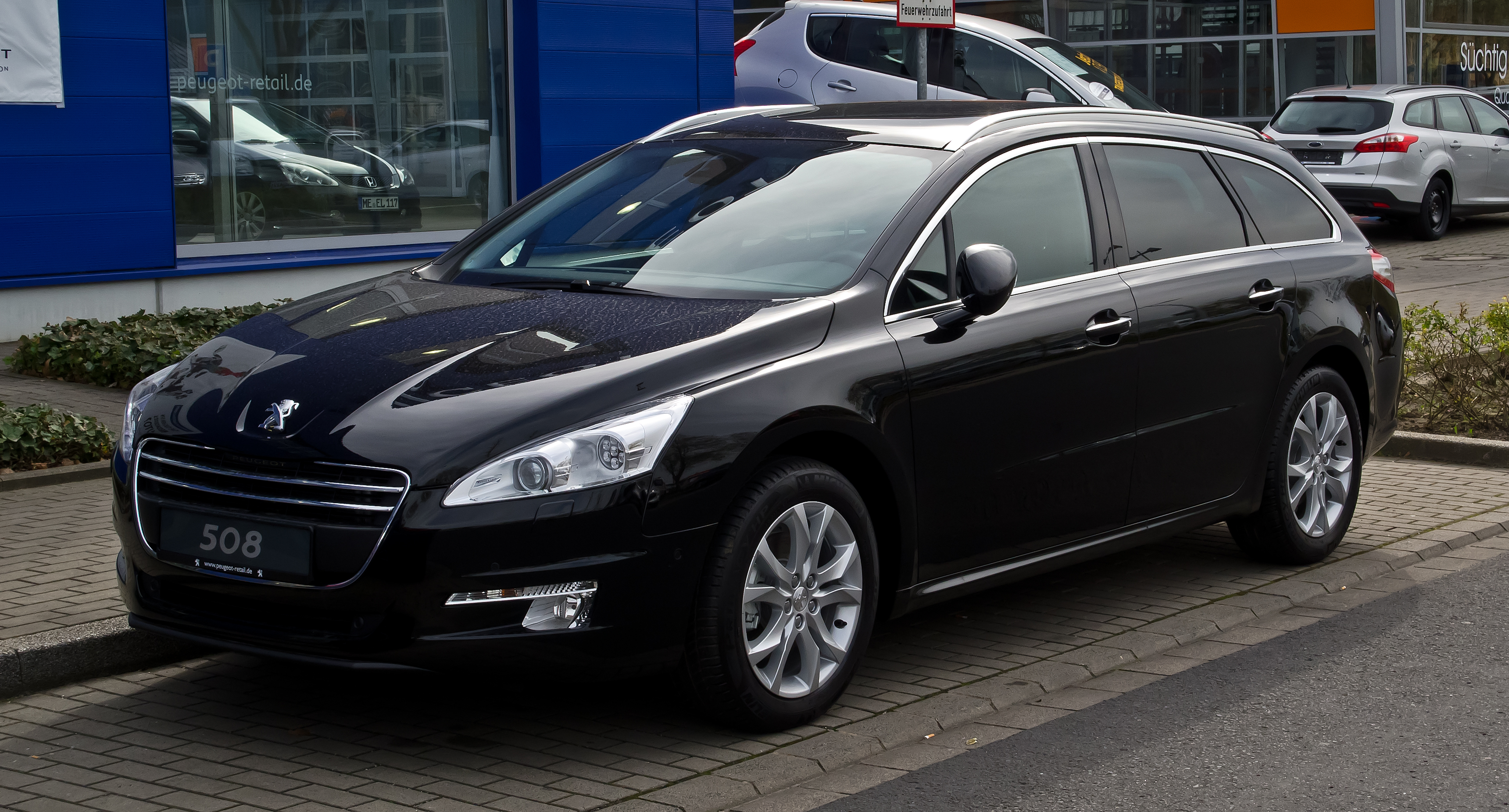
Peugeot 508 SW (2010–2014)
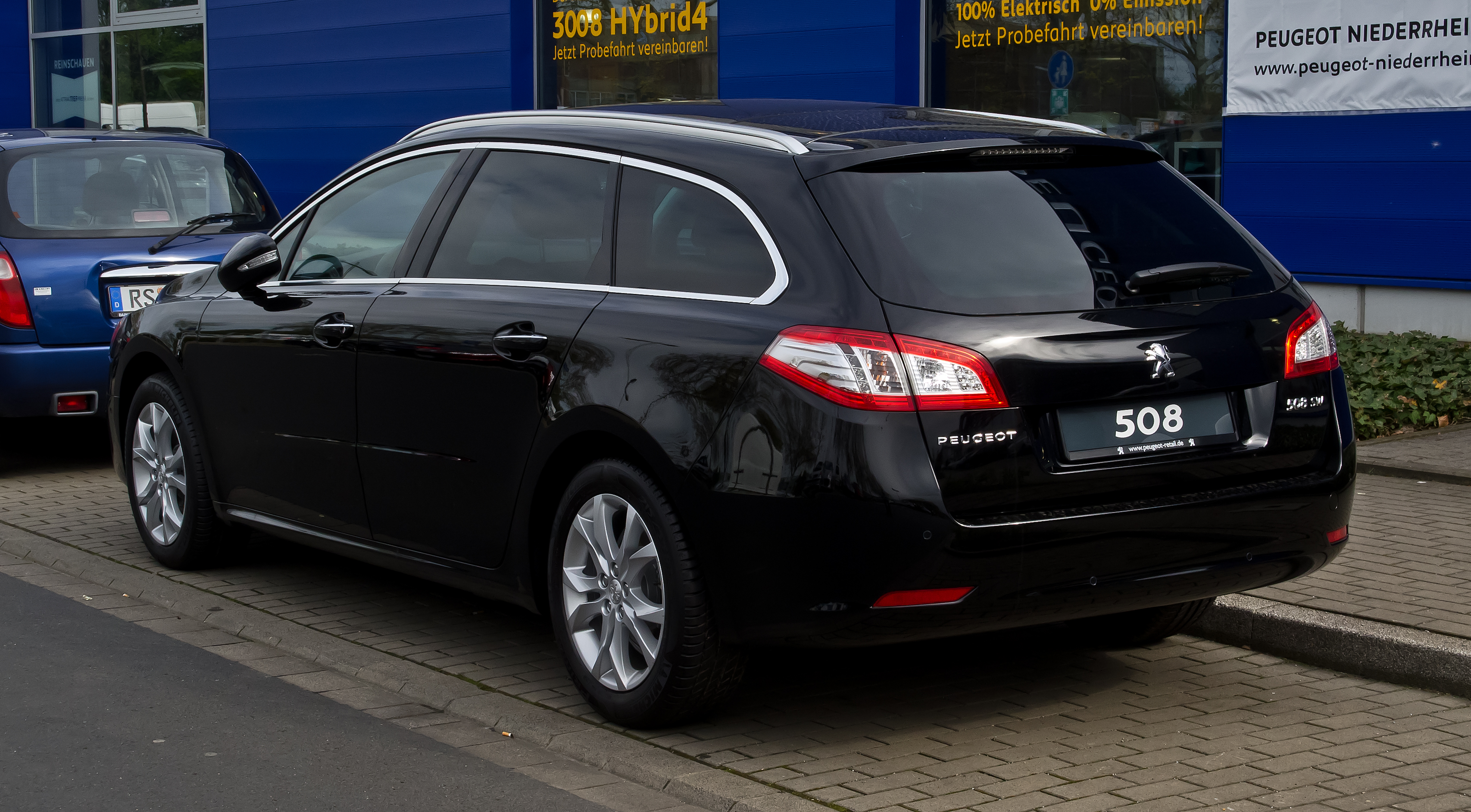
Peugeot 508 SW (2010–2014)

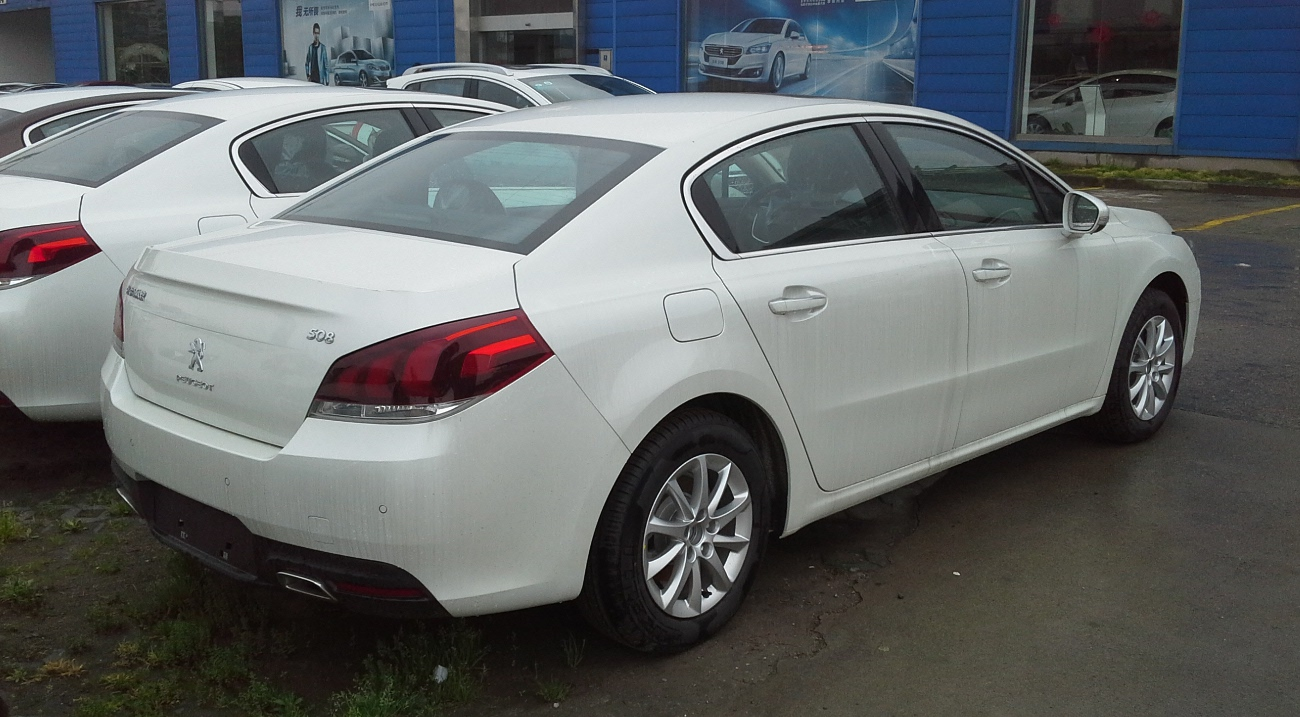
Peugeot 508 (2014–2018)
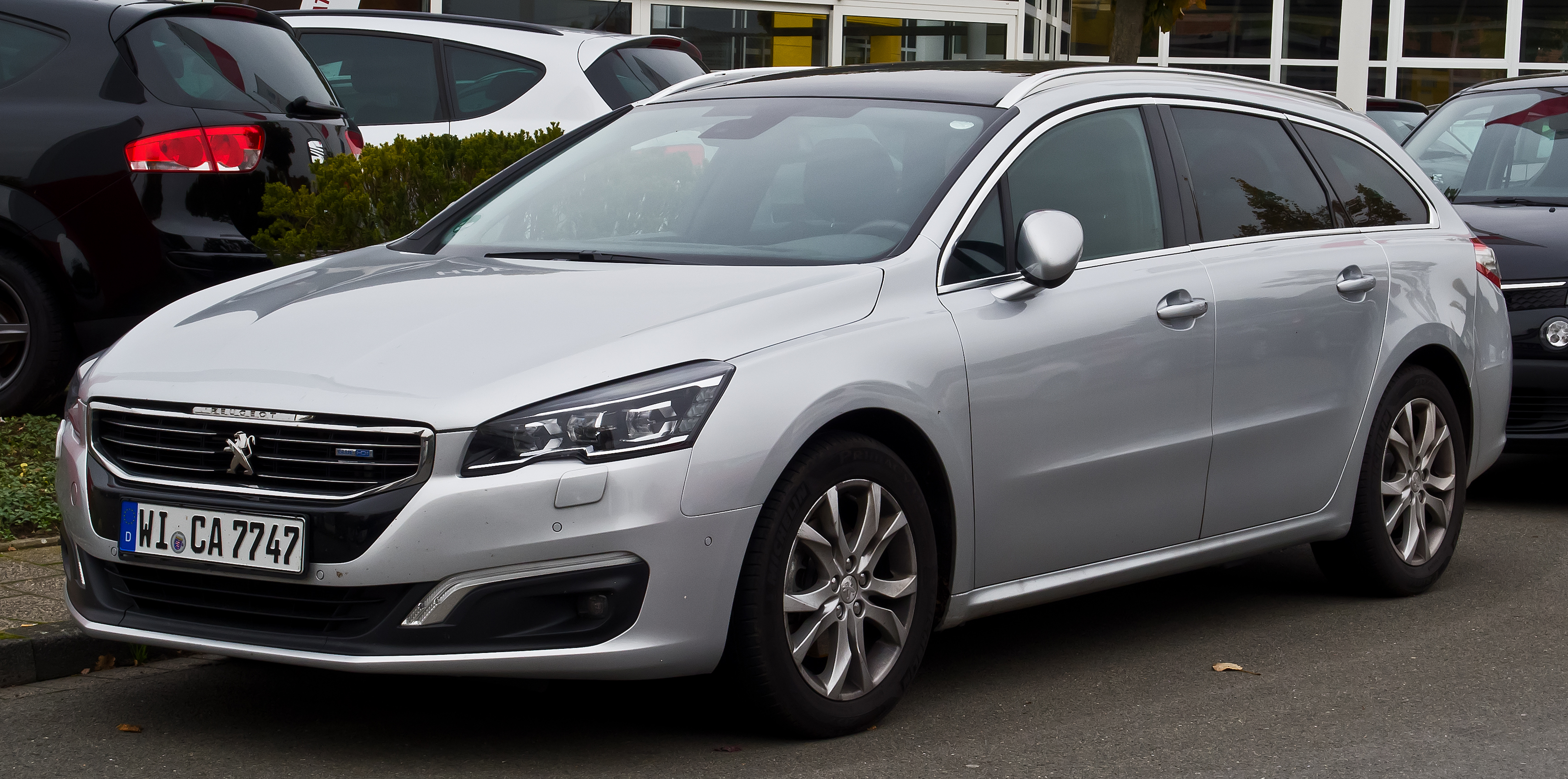
Peugeot 508 SW (2014–2018)
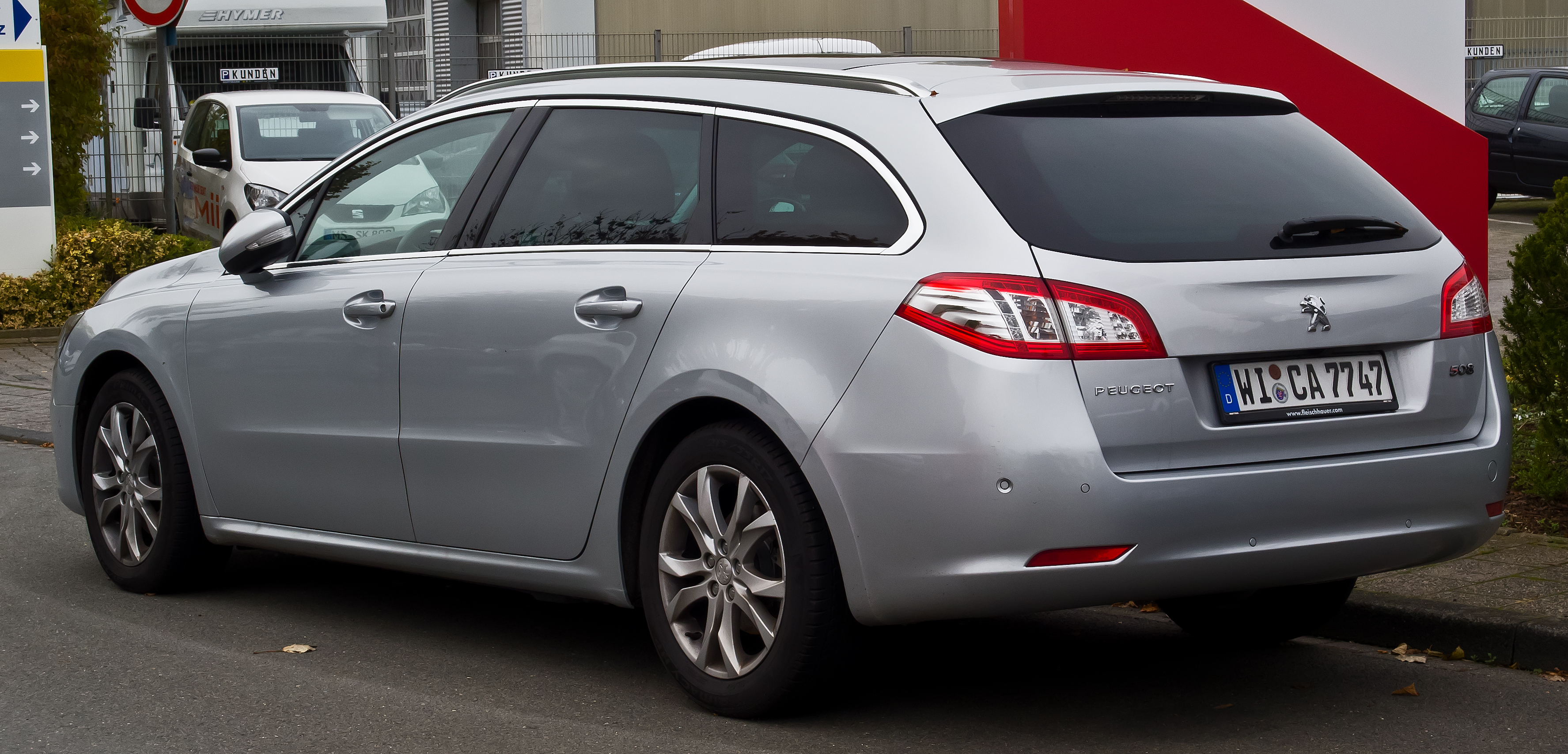
Peugeot 508 SW (2014–2018)

### Motory

#### Zážehové
- 1,6 VTi (85 kW)
- 1,6 VTi (88 kW)
- 1,6 THP (110 kW)
- 1,6 THP (115 kW)
- 1,6 THP (121 kW)
- 1,8 THP (150 kW) - pouze pro čínský trh

#### Vznětové
- 1,6 HDI (82 kW)
- 1,6 HDI (84 kW)
- 1,6 HDI (85 kW)
- 1,6 HDI (88 kW)
- 2,0 HDI (103 kW)
- 2,0 HDI (110 kW)
- 2,0 HDI (120 kW)
- 2,0 HDI (133 kW)
- 2,2 HDI (150 kW)

### Hybridní
- 2,0 HDI (120 kW) + elektromotor (27 kW)

## Druhá generace (od 2018)
V roce 2018 byla představena druhá generace modelu. Oproti předchozímu modelu je pojat jako automobil se sportovnějšími vlastnostmi. Design působí oproti předchozí generaci dynamičtěji. Oproti první generaci se zmenšily rozměry karoserie a klesla hmotnost auta.

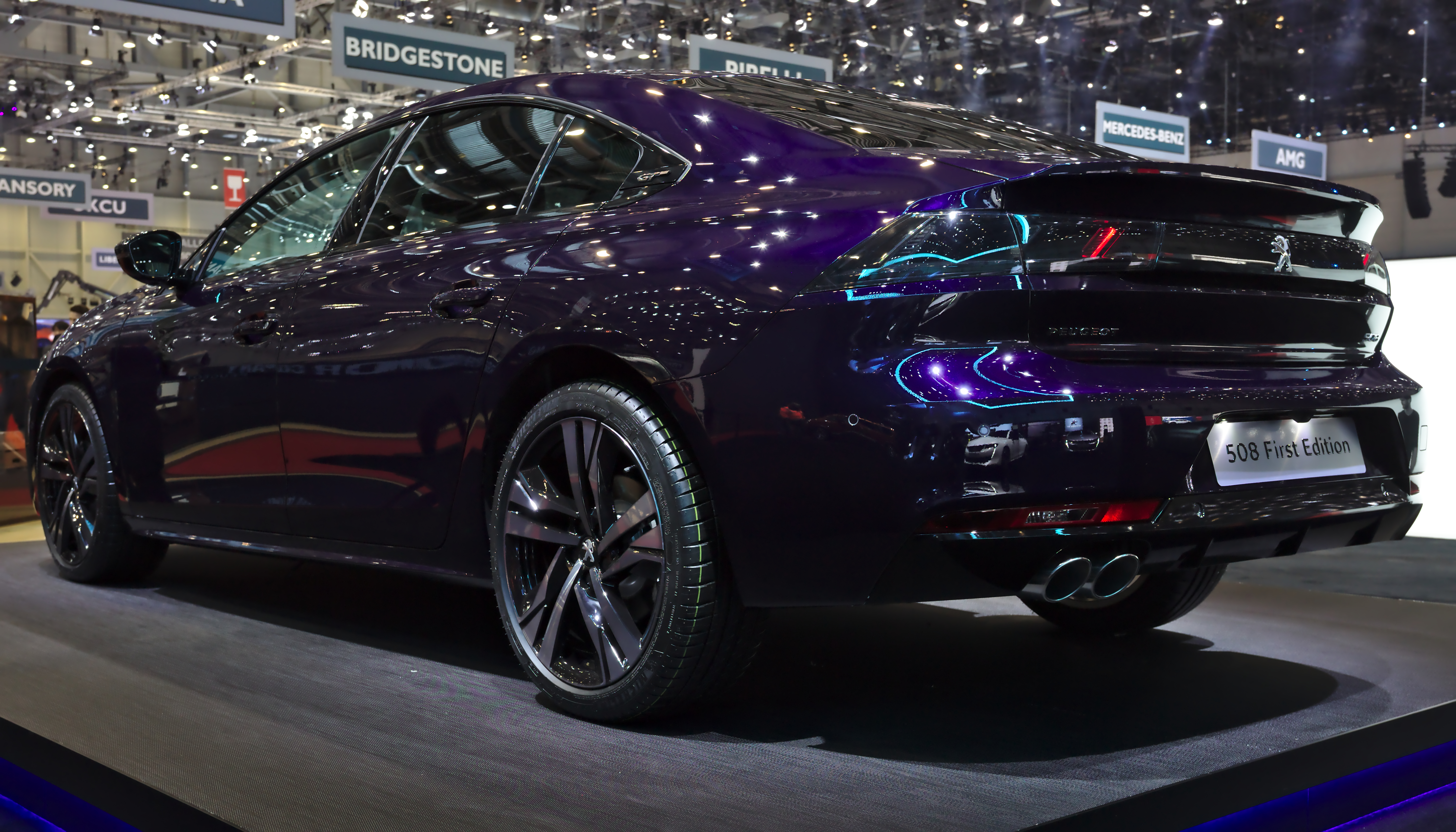
Peugeot 508 (2018–)
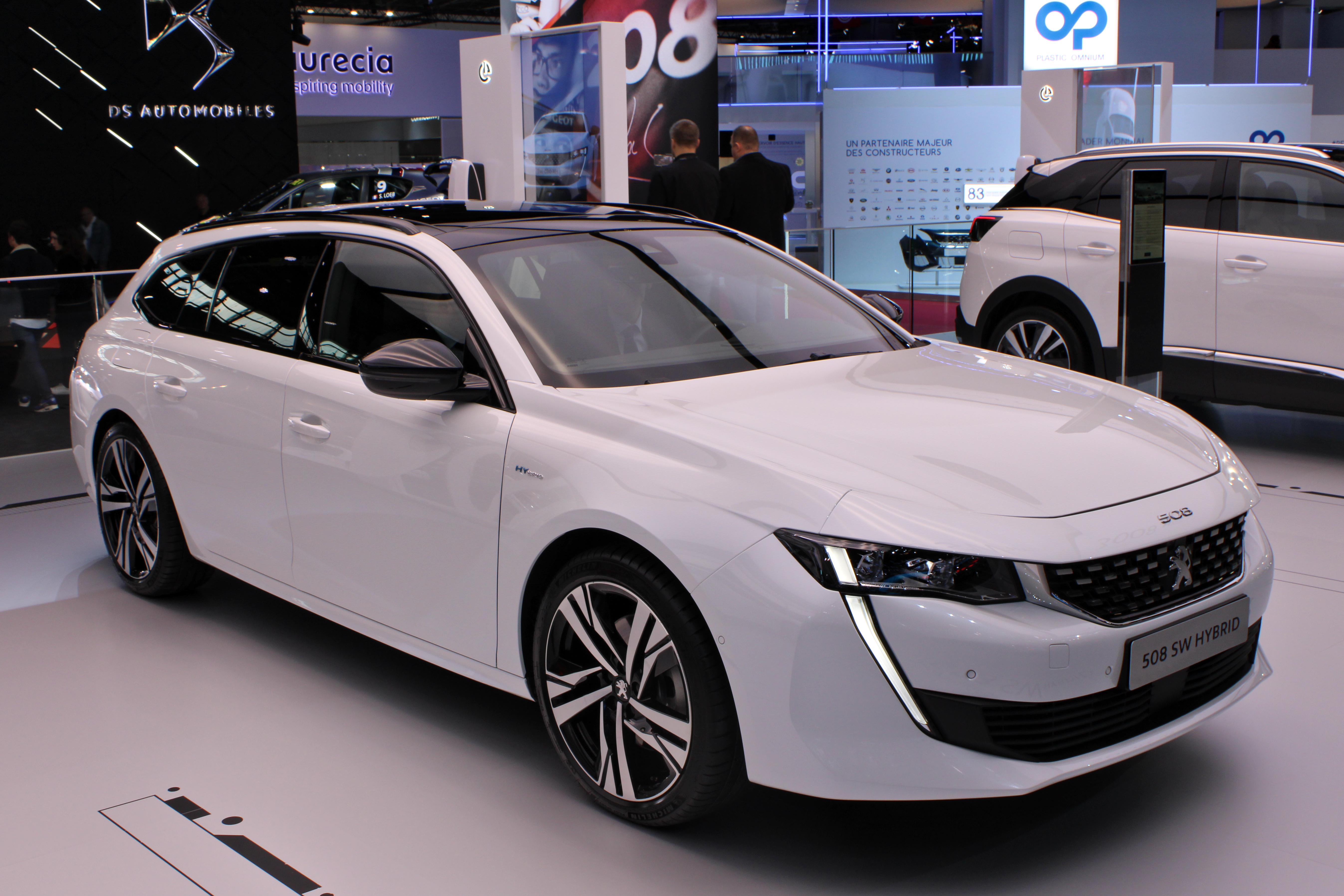
Peugeot 508 SW (2019–)
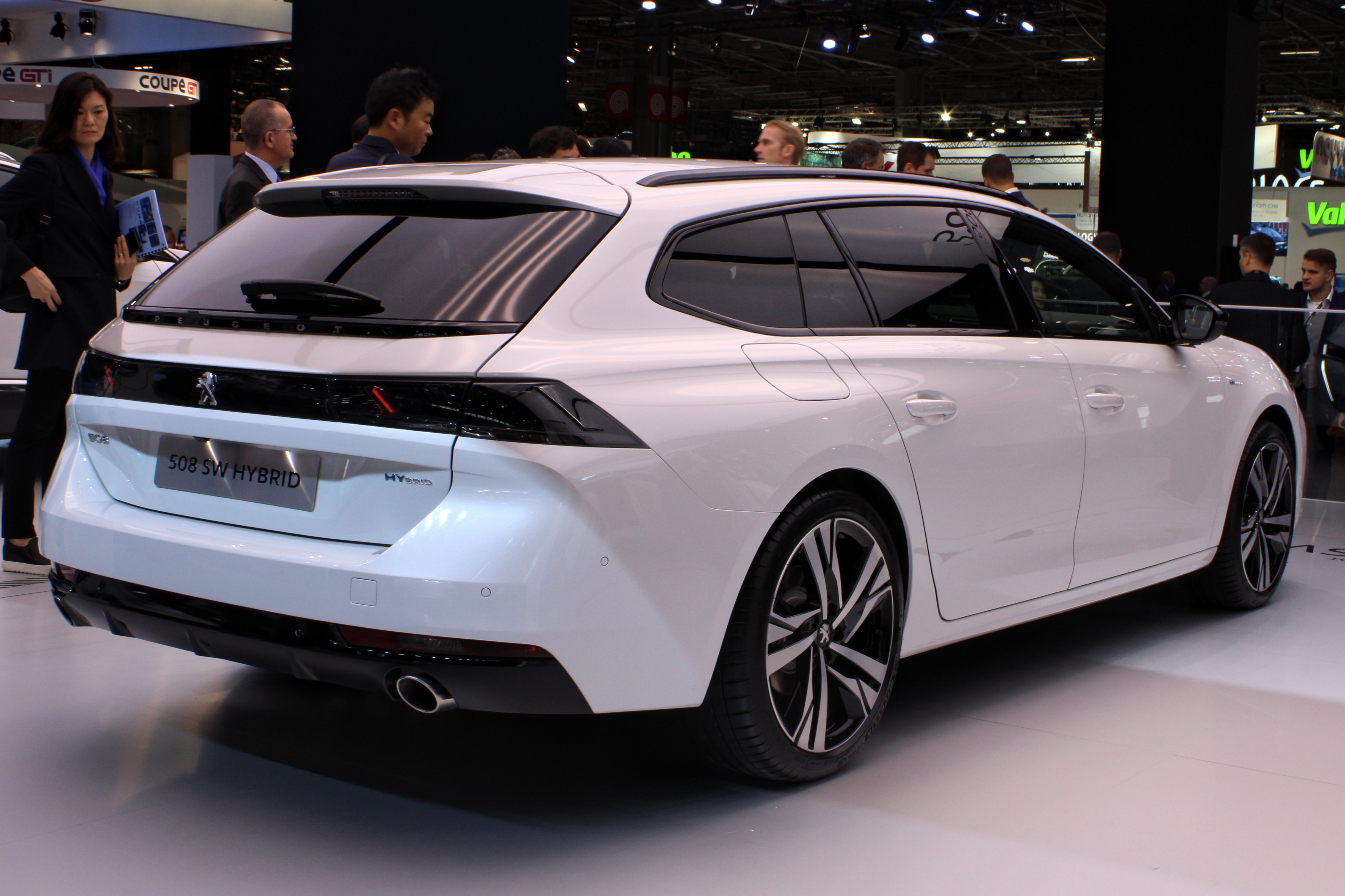
Peugeot 508 SW (2019–)